# Kevin Grubb
Kevin Grubb (19 de abril de 1978 em Hannover County, Virgínia - 6 de maio de 2009 em Mechacnisville, Virgínia) foi um piloto estadunidense da NASCAR. Sua melhor posição foi a 13 em 2000, teve 1 pole, e ficou 32 vezes entre os 10 primeiros.

## Carreira
Começou na NASCAR Júnior em 1997. Seu primeiro carro foi o 82 e sua primeira corrida foi em New Hampshire ficando na posição 38. Acidentou-se em suas 3 primeiras corridas. Em 1998 correu pela equipe de seu pai,a Grubb Motorsports,conquistando uma pole position em Dover.
De 1999 a 2001 correu pela Brewco Motorsports,ficando entre os 10 primeiros em 18 oportunidades. No ano seguinte foi para a Bristol Motorsports,mas a equipe não foi bem e ele também não foi, sendo liberado no final do ano.
Em 2003 foi para a Carrol Motorsports,até que correu bem,mas foi atormentado por problemas nos motores e acidentes.
Em 2004 foi para a Rensi Motorsports, onde em Março se recusou a fazer um teste antidoping, sendo suspenso até junho de 2006 com a condição de não deixar de fazer o exame quando for solicitado. Correu em Nashville com o carro 56, após 5 corridas foi definitivamente suspenso pois se recusou a fazer o antidoping após um acidente na segunda volta em Richmond, no dia seguinte alegou ter sofrido concussão na corrida, impossibilitando-o de fazer o teste e não se lembrar de se recusar a fazer o teste no hospital. Terminou o ano em 19.
Pela Camping World Truck Series começou em 1996 pela equipe de seu pai, com o caroo 55. Em sua primeira corrida largou em 8 e terminou em 18. E na segunda acidentou-se na volta 48. Retornou em 1997 quando teve um 13 lugar como melhor resultado (em Nazaré).
Em agosto de 2006 comprou 15 caminhões da Bily Ballew Motorsports.

## Morte
Foi encontrado morto em 6 de maio de 2009, às 11h30min do horário local, no Alpine Motel, de acordo com autoridades do Condado de Henrico. O Richmond Times-Dispatch relatou que a causa da morte foi um tiro autoinfligido na cabeça.